# متطلبات الحصول على تأشيرة لمواطني ماليزيا

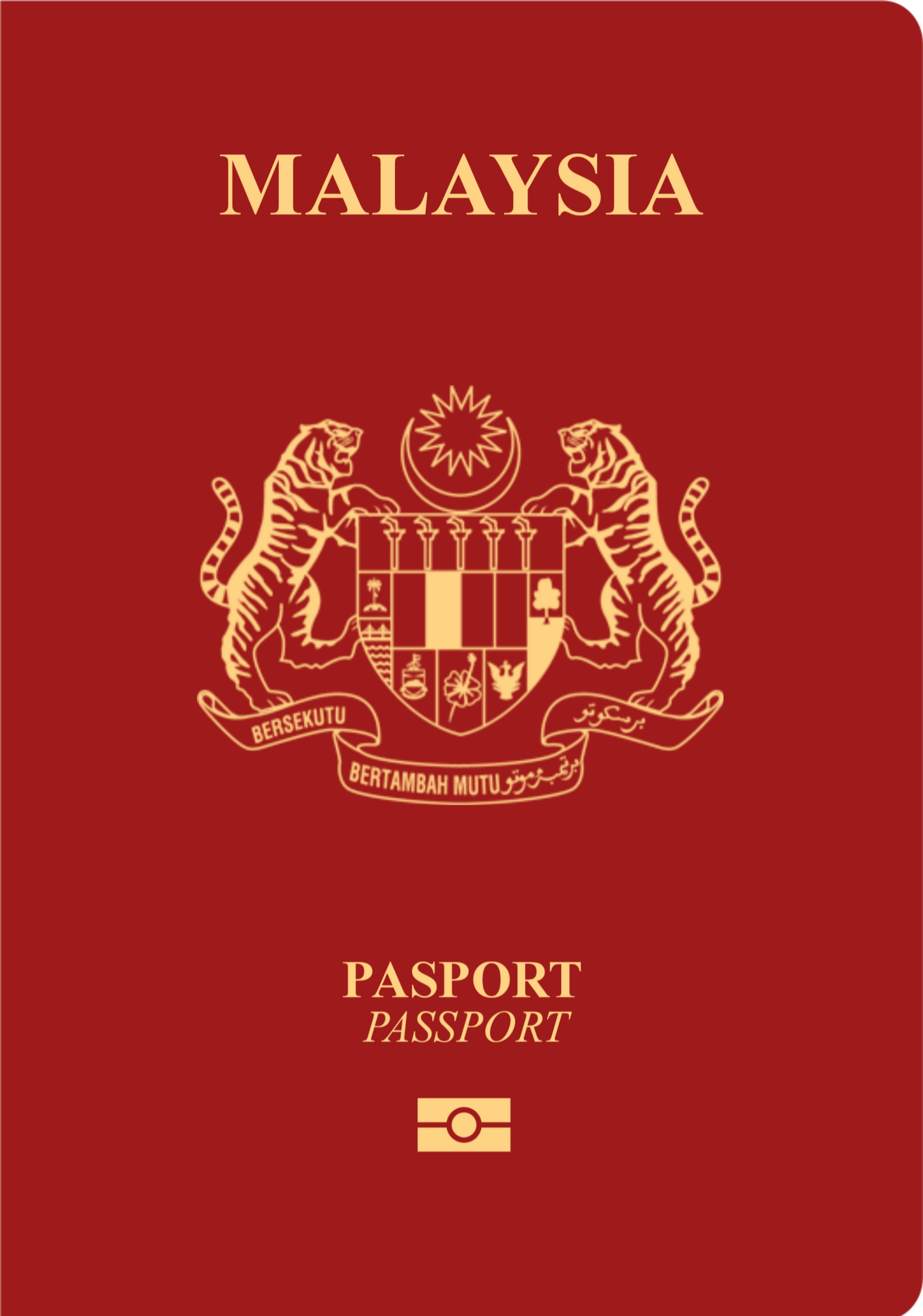
الغلاف الأمامي للجواز الماليزي.

متطلبات الحصول على تأشيرة لمواطني ماليزيا هي مجموعة قيود الدخول الإدارية الموضوعة من قبل سلطات الدول الأخرى على المواطنين الماليزيين. حتى 01 يناير/تشرين الثاني 2017، يمكن لحامل الجواز السفر الماليزي السفر إلى 164 دولة وإقليم بدون الحصول على تأشيرة مُسبقة، مما يُصنف الجواز السفر الماليزي رقم 13 عالمياً بالنسبة لمؤشر القيود على التأشيرات، ويُعتبر جواز السفر الأعلى تصنيفاً بين البلدان ذات الأغلبية المسلمة.
رغم أن جواز السفر الماليزي يحمل عبارة "هذا الجواز يسمح لحامله بالسفر لكافة الدول ماعدا إسرائيل"، إلا أن هذا القانون مفروض من الحكومة الماليزية وليس له أي تأثير على الحكومة الإسرائيلية التي يمكنها أن تصدر تأشيرات للمواطنين الماليزيين بحسب قوانينها.

## خريطة متطلبات الحصول على تأشيرة

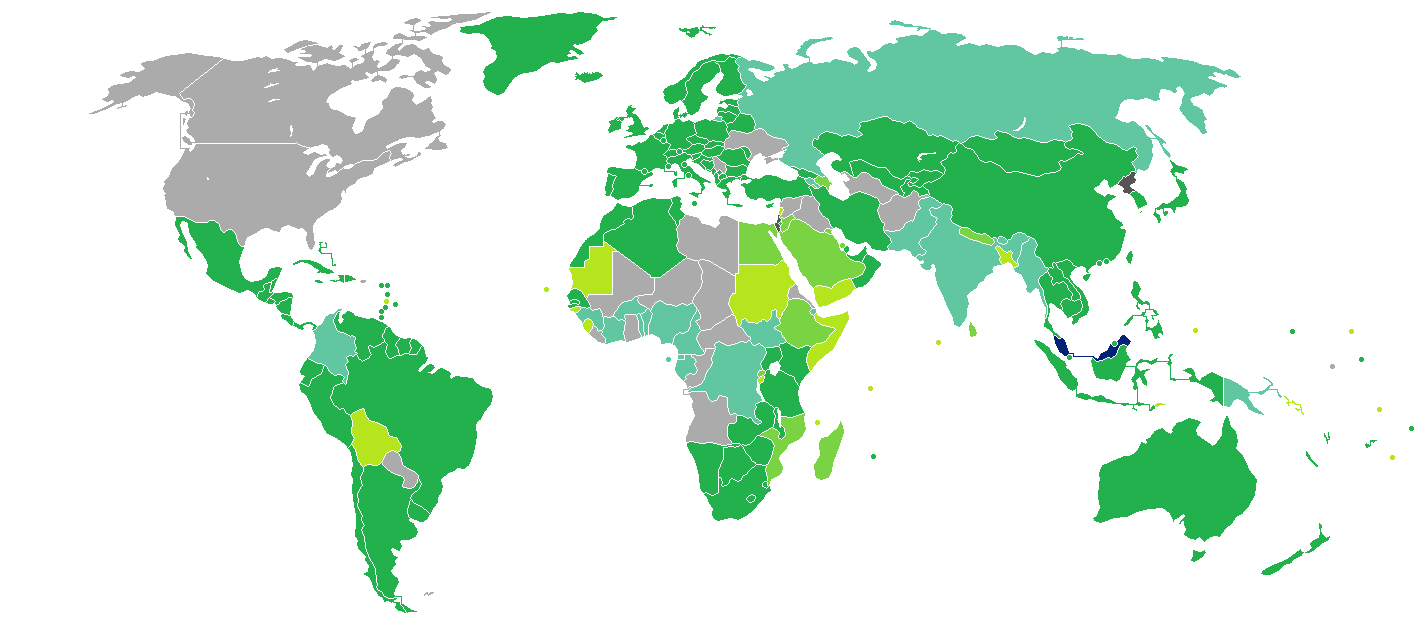
البلدان والأقاليم التي لا تحتاج تأشيرة أو تؤخذ تأشيرة الدخول عند الوصول لحاملي جواز السفر الماليزي
ماليزيا
التأشيرة غير مطلوبة
تأشيرة عند الوصول
تأشيرة ألكترونية

## متطلبات الحصول على تأشيرة للبلدان
| البلد                       | متطلبات الحصول على التأشيرة           | ملاحظات (ماعدا رسوم المغادرة) |
| --------------------------- | ------------------------------------- | --- |
| أفغانستان                   | التأشيرة مطلوبة                       | |
| ألبانيا                     | التأشيرة غير مطلوبة                   | 90 يوم |
| الجزائر                     | التأشيرة غير مطلوبة                   | 3 أشهر |
| أندورا                      | التأشيرة غير مطلوبة                   | |
| أنغولا                      | التأشيرة مطلوبة                       | |
| أنتيغوا وباربودا            | التأشيرة غير مطلوبة                   | 30 يوم |
| الأرجنتين                   | التأشيرة غير مطلوبة                   | 30 يوم |
| أرمينيا                     | تأشيرة عند الوصول                     | 120 يوم، يمكن الحصول عليها من مطار زفارتنوتس الدولي أو من الحدود الجورجية الأرمينية أو قبل السفر عن طريق الإنترنت. |
| أستراليا                    | تأشيرة إلكترونية                      | 90 يوم على كل زيارة في فترة 12 شهر |
| النمسا                      | التأشيرة غير مطلوبة                   | 90 يوم في أي فترة 180 يوم في منطقة الشنغن |
| أذربيجان                    | تأشيرة عند الوصول                     | 30 يوم عند الوصول عن طريق المطار، أو تأشيرة إلكترونية. |
| باهاماس                     | التأشيرة غير مطلوبة                   | 3 أشهر |
| البحرين                     | تأشيرة عند الوصول أو تأشيرة إلكترونية | إسبوعان |
| بنغلادش                     | تأشيرة عند الوصول                     | 30 يوم |
| باربادوس                    | التأشيرة غير مطلوبة                   | 6 أشهر |
| بيلاروسيا                   | التأشيرة غير مطلوبة                   | 5 أيام، يجب الحصول عليها من مطار مينسك الدولي؛ تصدر التأشيرة من مطار مينسك الدولي إذا كانت جميع المستندات قد قُدمت قبل 3 أيام على الأقل من موعد تاريخ الوصول. في حال طلب تأشيرة مرور، تصدر التأشيرة من المطار أيضاً، مع إثبات وجود حجز فندقي وتذكرة سفر إلا بلد ثالث غير ماليزيا أو بيلاروسيا.       |
| بلجيكا                      | التأشيرة غير مطلوبة                   | 90 يوم في أي فترة 180 يوم في منطقة الشنغن |
| بليز                        | التأشيرة غير مطلوبة                   | |
| بنين                        | التأشيرة مطلوبة                       | |
| بوتان                       | التأشيرة مطلوبة                       | |
| بوليفيا                     | تأشيرة عند الوصول                     | 90 يوم |
| البوسنة والهرسك             | التأشيرة غير مطلوبة                   | 90 يوم في أي فترة 6 أشهر |
| بوتسوانا                    | التأشيرة غير مطلوبة                   | 90 يوم |
| البرازيل                    | التأشيرة غير مطلوبة                   | 90 يوم |
| بروناي                      | التأشيرة غير مطلوبة                   | 30 يوم |
| بلغاريا                     | التأشيرة غير مطلوبة                   | 90 يوم في أي فترة 180 يوم |
| بوروندي                     | التأشيرة مطلوبة                       | |
| بوركينا فاسو                | التأشيرة مطلوبة                       | |
| كمبوديا                     | التأشيرة غير مطلوبة                   | 30 يوم |
| الكاميرون                   | التأشيرة مطلوبة                       | |
| كندا                        | التأشيرة مطلوبة                       | |
| الرأس الأخضر                | تأشيرة عند الوصول                     | |
| جمهورية أفريقيا الوسطى      | التأشيرة مطلوبة                       | |
| تشاد                        | التأشيرة مطلوبة                       | |
| تشيلي                       | التأشيرة غير مطلوبة                   | 30 يوم |
| الصين                       | التأشيرة مطلوبة                       | |
| كولومبيا                    | التأشيرة غير مطلوبة                   | 90 يوم، قابلة للتمديد حتى 180 يوم خلال سنة واحدة. |
| جزر القمر                   | تأشيرة عند الوصول                     | 45 يوم |
| جمهورية الكونغو             | التأشيرة مطلوبة                       | |
| جمهورية الكونغو الديمقراطية | التأشيرة مطلوبة                       | |
| كوستاريكا                   | التأشيرة غير مطلوبة                   | 90 يوم |
| ساحل العاج                  | تأشيرة إلكترونية                      | يجب الوصول عن طريق مطار أبيدجان بورت بويه، كما يجب الحصول على شهادة تلقيح دولية. يمكن الحصول على التأشيرة الإلكترونية من http://www.snedai.com/ |
| كرواتيا                     | التأشيرة غير مطلوبة                   | 90 يوم في أي فترة 180 يوم |
| كوبا                        | التأشيرة غير مطلوبة                   | 90 يوم |
| قبرص                        | التأشيرة غير مطلوبة                   | 90 يوم في أي فترة 180 يوم |
| التشيك                      | التأشيرة غير مطلوبة                   | 90 يوم في أي فترة 180 يوم في منطقة الشنغن |
| الدنمارك                    | التأشيرة غير مطلوبة                   | 90 يوم في فترة 180 يوم بغض النظر عن قضاء أي فترة سابقة في بلدان أخرى من منطقة الشنغن (ماعدا دول الشمال) |
| جيبوتي                      | تأشيرة عند الوصول                     | |
| دومينيكا                    | التأشيرة غير مطلوبة                   | 6 أشهر |
| جمهورية الدومينيكان         | تأشيرة عند الوصول                     | |
| الإكوادور                   | التأشيرة غير مطلوبة                   | 90 يوم |
| مصر                         | التأشيرة غير مطلوبة                   | 15 يوم |
| السلفادور                   | التأشيرة غير مطلوبة                   | 90 يوم |
| غينيا الاستوائية            | التأشيرة مطلوبة                       | |
| إريتريا                     | التأشيرة مطلوبة                       | |
| إستونيا                     | التأشيرة غير مطلوبة                   | 90 يوم في أي فترة 180 يوم في منطقة الشنغن |
| إثيوبيا                     | التأشيرة مطلوبة                       | |
| فيجي                        | التأشيرة غير مطلوبة                   | 4 أشهر |
| فنلندا                      | التأشيرة غير مطلوبة                   | 90 يوم في أي فترة 180 يوم في منطقة الشنغن |
| فرنسا                       | التأشيرة غير مطلوبة                   | 90 يوم في أي فترة 180 يوم في منطقة الشنغن |
| الغابون                     | تأشيرة إلكترونية                      | يجب الوصول عن طريق مطار ليبرفيل الدولي. |
| غامبيا                      | التأشيرة غير مطلوبة                   | 90 يوم |
| جورجيا                      | التأشيرة غير مطلوبة                   | |
| ألمانيا                     | التأشيرة غير مطلوبة                   | 90 يوم في أي فترة 180 يوم في منطقة الشنغن |
| غانا                        | التأشيرة مطلوبة                       | |
| اليونان                     | التأشيرة غير مطلوبة                   | 90 يوم في أي فترة 180 يوم في منطقة الشنغن |
| غرينادا                     | التأشيرة غير مطلوبة                   | 3 أشهر |
| غواتيمالا                   | التأشيرة غير مطلوبة                   | 90 يوم |
| غينيا                       | التأشيرة مطلوبة                       | |
| غينيا بيساو                 | تأشيرة عند الوصول                     | |
| غيانا                       | التأشيرة غير مطلوبة                   | 60 يوم |
| هايتي                       | التأشيرة غير مطلوبة                   | 3 أشهر |
| هندوراس                     | التأشيرة غير مطلوبة                   | 90 يوم |
| المجر                       | التأشيرة غير مطلوبة                   | 90 يوم في أي فترة 180 يوم في منطقة الشنغن |
| آيسلندا                     | التأشيرة غير مطلوبة                   | 90 يوم في أي فترة 180 يوم في منطقة الشنغن |
| الهند                       | تأشيرة إلكترونية                      | 30 يوم |
| إندونيسيا                   | التأشيرة غير مطلوبة                   | 30 يوم |
| إيران                       | التأشيرة غير مطلوبة                   | 15 يوم |
| العراق                      | التأشيرة مطلوبة                       | |
| أيرلندا                     | التأشيرة غير مطلوبة                   | 3 أشهر |
| إسرائيل                     | التأشيرة مطلوبة                       | يجب أخذ الموافقة من الحكومة الإسرائيلية قبل إصدار التأشيرة. |
| إيطاليا                     | التأشيرة غير مطلوبة                   | 90 يوم في أي فترة 180 يوم في منطقة الشنغن |
| جامايكا                     | التأشيرة غير مطلوبة                   | 180 يوم |
| اليابان                     | التأشيرة غير مطلوبة                   | 90 يوم |
| الأردن                      | تأشيرة عند الوصول                     | 30 يوم |
| كازاخستان                   | التأشيرة غير مطلوبة                   | 30 يوم |
| كينيا                       | التأشيرة غير مطلوبة                   | 30 يوم |
| كيريباتي                    | التأشيرة غير مطلوبة                   | 30 يوم |
| كوريا الشمالية              | لا يمكن التقدم للحصول على تأشيرة      | في سبتمبر 2017، أعلنت ماليزيا حظرًا على جميع المواطنين الماليزيين من السفر إلى كوريا الشمالية، في أعقاب توتر العلاقات بين ماليزيا وكوريا الشمالية بعد اغتيال كيم جونغ نام في مطار كوالالمبور الدولي.                                                                                                |
| كوريا الجنوبية              | التأشيرة غير مطلوبة                   | 90 يوم |
| الكويت                      | تأشيرة إلكترونية                      | 3 أشهر |
| قيرغيزستان                  | التأشيرة غير مطلوبة                   | 30 يوم |
| لاوس                        | التأشيرة غير مطلوبة                   | 30 يوم |
| لاتفيا                      | التأشيرة غير مطلوبة                   | 90 يوم في أي فترة 180 يوم في منطقة الشنغن |
| لبنان                       | تأشيرة عند الوصول                     | شهر واحد، ويمكن التمديد لشهرين إضافيين مجاناً عند الوصول عن طريق مطار بيروت رفيق الحريري الدولي أو أي معبر حدودي. يجب على جواز الشفر ألا يحمل ختم أو تأشيرة دخول الإسرائيلية، كما يجب على الشخص أن يزود السلطات برقم هاتفه والعنوان المُراد زيارته في لبنان ونسخة عن تذكرة عودة غير قابلة للاسترداد. |
| ليسوتو                      | التأشيرة غير مطلوبة                   | 90 يوم |
| ليبيريا                     | التأشيرة مطلوبة                       | |
| ليبيا                       | التأشيرة مطلوبة                       | |
| ليختنشتاين                  | التأشيرة غير مطلوبة                   | 90 يوم في أي فترة 180 يوم في منطقة الشنغن |
| ليتوانيا                    | التأشيرة غير مطلوبة                   | 90 يوم في أي فترة 180 يوم في منطقة الشنغن |
| لوكسمبورغ                   | التأشيرة غير مطلوبة                   | 90 يوم في أي فترة 180 يوم في منطقة الشنغن |
| مقدونيا                     | التأشيرة غير مطلوبة                   | 30 يوم في أي فترة 180 يوم |
| مدغشقر                      | تأشيرة عند الوصول                     | 90 يوم |
| ملاوي                       | التأشيرة غير مطلوبة                   | 90 يوم |
| المالديف                    | تأشيرة عند الوصول                     | 30 يوم |
| مالي                        | التأشيرة مطلوبة                       | |
| مالطا                       | التأشيرة غير مطلوبة                   | 90 يوم في أي فترة 180 يوم في منطقة الشنغن |
| جزر مارشال                  | تأشيرة عند الوصول                     | 90 يوم |
| موريتانيا                   | تأشيرة عند الوصول                     | يجب الوصول عن طريق مطار نواكشوط الدولي |
| موريشيوس                    | التأشيرة غير مطلوبة                   | 90 يوم |
| المكسيك                     | التأشيرة غير مطلوبة                   | 180 يوم |
| ولايات ميكرونيسيا المتحدة   | التأشيرة غير مطلوبة                   | 30 يوم |
| مولدافيا                    | التأشيرة غير مطلوبة                   | 90 يوم من أي فترة 6 أشهر |
| موناكو                      | التأشيرة غير مطلوبة                   | |
| منغوليا                     | التأشيرة غير مطلوبة                   | 30 يوم |
| الجبل الأسود                | التأشيرة غير مطلوبة                   | 90 يوم |
| المغرب                      | التأشيرة مطلوبة                       | |
| موزمبيق                     | تأشيرة عند الوصول                     | 30 يوم |
| ميانمار                     | تأشيرة إلكترونية                      | 28 يوم، يجب الوصول عن طريق مطار يانغون الدولي أو مطار نايبيداو الدولي أو مطار ماندالاي الدولي. |
| ناميبيا                     | التأشيرة غير مطلوبة                   | 3 أشهر |
| ناورو                       | التأشيرة مطلوبة                       | |
| نيبال                       | تأشيرة عند الوصول                     | 90 يوم |
| هولندا                      | التأشيرة غير مطلوبة                   | 90 يوم في أي فترة 180 يوم في منطقة الشنغن |
| نيوزيلندا                   | التأشيرة غير مطلوبة                   | 3 أشهر |
| نيكاراغوا                   | التأشيرة غير مطلوبة                   | 90 يوم |
| النيجر                      | التأشيرة مطلوبة                       | |
| نيجيريا                     | التأشيرة مطلوبة                       | |
| النرويج                     | التأشيرة غير مطلوبة                   | 90 يوم في أي فترة 180 يوم في منطقة الشنغن |
| عمان                        | تأشيرة عند الوصول                     | |
| باكستان                     | التأشيرة مطلوبة                       | يمكن الحصول على التأشيرة عند الوصول عندما يكون غرض الزيارة للعمل، مع وجود العديد من الشروط. |
| بالاو                       | تأشيرة عند الوصول                     | 30 يوم |
| بنما                        | التأشيرة غير مطلوبة                   | 180 يرم |
| بابوا غينيا الجديدة         | تأشيرة عند الوصول                     | 60 يوم |
| باراغواي                    | التأشيرة مطلوبة                       | |
| بيرو                        | التأشيرة غير مطلوبة                   | 183 يوم |
| الفلبين                     | التأشيرة غير مطلوبة                   | 30 يوم |
| بولندا                      | التأشيرة غير مطلوبة                   | 90 يوم في أي فترة 180 يوم في منطقة الشنغن |
| البرتغال                    | التأشيرة غير مطلوبة                   | 90 يوم في أي فترة 180 يوم في منطقة الشنغن |
| قطر                         | تأشيرة عند الوصول                     | 1 month |
| رومانيا                     | التأشيرة غير مطلوبة                   | 90 يوم في أي فترة 180 يوم |
| روسيا                       | التأشيرة مطلوبة                       | |
| رواندا                      | تأشيرة إلكترونية                      | |
| سانت كيتس ونيفيس            | التأشيرة غير مطلوبة                   | 3 أشهر |
| سانت لوسيا                  | تأشيرة عند الوصول                     | 6 أسابيع |
| سانت فينسنت والغرينادين     | التأشيرة غير مطلوبة                   | شهر واحد |
| ساموا                       | تأشيرة عند الوصول                     | 60 يوم |
| سان مارينو                  | التأشيرة غير مطلوبة                   | |
| ساو تومي وبرينسيب           | تأشيرة إلكترونية                      | |
| السعودية                    | التأشيرة مطلوبة                       | |
| السنغال                     | التأشيرة غير مطلوبة                   | 90 يوم |
| صربيا                       | التأشيرة غير مطلوبة                   | 30 يوم |
| سيشل                        | تأشيرة عند الوصول                     | 3 أشهر |
| سيراليون                    | التأشيرة مطلوبة                       | |
| سنغافورة                    | التأشيرة غير مطلوبة                   | 30 يوم |
| سلوفاكيا                    | التأشيرة غير مطلوبة                   | 90 يوم في أي فترة 180 يوم في منطقة الشنغن |
| سلوفينيا                    | التأشيرة غير مطلوبة                   | 90 يوم في أي فترة 180 يوم في منطقة الشنغن |
| جزر سليمان                  | تأشيرة عند الوصول                     | 3 أشهر |
| الصومال                     | التأشيرة مطلوبة                       | يمكن الحصول على التأشيرة عند الوصول إذا كان هنالك دعوة من كفيل. |
| جنوب أفريقيا                | التأشيرة غير مطلوبة                   | 30 يوم |
| جنوب السودان                | التأشيرة مطلوبة                       | |
| إسبانيا                     | التأشيرة غير مطلوبة                   | 90 يوم في أي فترة 180 يوم في منطقة الشنغن |
| سريلانكا                    | تأشيرة إلكترونية                      | 30 يوم |
| السودان                     | تأشيرة عند الوصول                     | |
| سورينام                     | التأشيرة غير مطلوبة                   | 30 يوم |
| سوازيلاند                   | التأشيرة غير مطلوبة                   | 30 يوم |
| السويد                      | التأشيرة غير مطلوبة                   | 90 يوم في أي فترة 180 يوم في منطقة الشنغن |
| سويسرا                      | التأشيرة غير مطلوبة                   | 90 يوم في أي فترة 180 يوم في منطقة الشنغن |
| سوريا                       | مُتنازع عليها                          | بحسب الأياتا، يمكن للماليزيين الحصول على تأشيرة دخول عند الوصول. بحسب الإعلام، فرضت سوريا على جميع الأجانب الحصول على تأشيرة من سفاراتها أو قنصلياتها قبل السفر إلا سوريا. |
| طاجيكستان                   | تأشيرة عند الوصول                     | 45 يوم، يجب الوصول عن طريق مطار دوشانبي الدولي. ويمكن الحصول على التأشيرة إلكترونياً (حاملي التأشيرة الإلكترونية يمكنهم الدخول إلي طاجيكستان من أي معبر حدودي). |
| تنزانيا                     | التأشيرة غير مطلوبة                   | 3 أشهر |
| تايلند                      | التأشيرة غير مطلوبة                   | 30 يوم |
| تيمور الشرقية               | تأشيرة عند الوصول                     | 30 يوم |
| توغو                        | تأشيرة عند الوصول                     | 7 أيام |
| تونغا                       | تأشيرة عند الوصول                     | 31 يوم |
| ترينيداد وتوباغو            | التأشيرة غير مطلوبة                   | |
| تونس                        | التأشيرة غير مطلوبة                   | 3 أشهر |
| تركيا                       | التأشيرة غير مطلوبة                   | 90 يوم |
| تركمانستان                  | التأشيرة مطلوبة                       | |
| توفالو                      | تأشيرة عند الوصول                     | شهر واحد |
| أوغندا                      | تأشيرة عند الوصول                     | يمكن الحصول على التأشيرة إلكترونياً |
| أوكرانيا                    | تأشيرة عند الوصول                     | 15 يوم بدأً من 15 أبريل/نيسان 2017 |
| الإمارات العربية المتحدة    | تأشيرة عند الوصول                     | 30 يوم |
| المملكة المتحدة             | التأشيرة غير مطلوبة                   | 6 أشهر |
| الولايات المتحدة الأمريكية  | التأشيرة مطلوبة                       | التأشيرة غير مطلوبة عند زيارة غوام وجزر ماريانا الشمالية. |
| الأوروغواي                  | التأشيرة غير مطلوبة                   | 30 يوم |
| أوزبكستان                   | التأشيرة مطلوبة                       | |
| فانواتو                     | التأشيرة غير مطلوبة                   | 30 يوم |
| الفاتيكان                   | التأشيرة غير مطلوبة                   | |
| فنزويلا                     | التأشيرة غير مطلوبة                   | 90 يوم |
| فيتنام                      | التأشيرة غير مطلوبة                   | 30 يوم |
| اليمن                       | تأشيرة عند الوصول                     | شهر واحد |
| زامبيا                      | التأشيرة غير مطلوبة                   | 90 يوم |
| زمبابوي                     | التأشيرة غير مطلوبة                   | 3 أشهر |

## متطلبات الحصول على تأشيرة للأقاليم
متطلبات الحصول على تأشيرة لمواطني ماليزيا للزيارات إلى مختلف الأقاليم والمناطق المُتنازع عليها والبلدان المُعترف بها جزئياً والمناطق المحظورة:
| أوروبا                                             | أوروبا                    | أوروبا |
| المنطقة                                            | متطلبات الحصول على تأشيرة | ملاحظات (ماعدا رسوم المغادرة) |
| -------------------------------------------------- | ------------------------- | --- |
| أبخازيا                                            | التأشيرة مطلوبة           | |
| جبل آثوس                                           | مطلوب تصريح خاص           | مطلوب تصريح خاص (4 أيام: 25 يورو للأرثوذكسيين الشرقيين و35 يورو لغير الأرثوذكسيين الشرقيين و18 يورو للطلاب). كما أنه يُسمح لعدد مُعين من الزائرين في اليوم بحيث يكون على الأكثر 100 من للأرثوذكسيين الشرقيين و10 من باقي الزوار. لايسمح للنساء بالدخول.                                                                |
| القرم                                              | التأشيرة مطلوبة           | يجب أن تؤخذ التأشيرة من روسيا. |
| قبرص الشمالية                                      | التأشيرة غير مطلوبة       | 3 أشهر |
| المنطقة العازلة في قبرص للأمم المتحدة              | مطلوب تصريح للدخول        | يجب الحصول على تصريح للتجول في المنطقة، ماعدا المناطق المدنية. |
| جزر فارو                                           | التأشيرة غير مطلوبة       | |
| جبل طارق                                           | التأشيرة غير مطلوبة       | |
| غيرنزي                                             | التأشيرة غير مطلوبة       | |
| جزيرة مان                                          | التأشيرة غير مطلوبة       | |
| جزيرة يان ماين                                     | مطلوب تصريح               | يصدر التصريح من دائرة الشرطة المحلية في حال كانت الزيارة أقل من 24 ساعة. وفي حال كانت الزيارة أطول، يلزم تصريح من وزارة الداخلية النرويجية. |
| جيرزي                                              | التأشيرة غير مطلوبة       | |
| كوسوفو                                             | التأشيرة غير مطلوبة       | 90 يوم |
| جمهورية مرتفعات قرة باغ                            | التأشيرة مطلوبة           | أي شخص لديه تأشيرة إلى مرتفعات قرة باغ (سارية أو منتهية المفعول) أو أي دليل لدخوله إلى مرتفعات قرة باغ (كختم على جواز السفر)، يُمنع من دخول أذربيجان نهائياً. |
| روسيا                                              | سطلوب تصريح خاص           | يوجد العديد من المدن والمناطق المغلقة التي تحتاج تصريح للدخول. |
| أوسيتيا الجنوبية                                   | التأشيرة غير مطلوبة       | |
| ترانسنيستريا                                       | التأشيرة غير مطلوبة       | يجب التسجيل لدى مخفر الشرطة عند البقاء أكثر من 24 ساعة. |
| أفريقيا                                            |                           | |
| المنطقة                                            | متطلبات الحصول على تأشيرة | ملاحظات (ماعدا رسوم المغادرة) |
| إقليم المحيط الهندي البريطاني                      | مطلوب تصريح خاص           | مطلوب تصريح خاص. |
| إريتريا خارج أسمرة                                 | مطلوب تصريح للسفر         | مطلوب تصريح خاص لكل الأجانب (20 ناكفا). |
| مايوت                                              | التأشيرة غير مطلوبة       | |
| لا ريونيون                                         | التأشيرة غير مطلوبة       | |
| جزيرة أسينشين                                      | مطلوب تصريح للدخول        | يجب الحصول على تصريح للدخول قبل 28 يوم على الأقل. |
| سانت هيلانة                                        | مطلوب تصريح للزيارة       | يمكن الحصول على تصريح الزيارة عند الوصول لمدة 4/10/21/60/90 يوم مقابل 12/14/16/20/25 جنيه إسترليني. |
| تريستان دا كونا                                    | مطلوب تصريح               | |
| صوماليلاند                                         | تأشيرة عند الوصول         | |
| السودان                                            | مطلوب تصريح للسفر         | أي أجنبي يُريد التجول أبعد من 25 كم من الخرطوم يحتاج إلى تصريح. |
| دارفور                                             | مطلوب تصريح للسفر         | |
| آسيا                                               |                           | |
| المنطقة                                            | متطلبات الحصول على تأشيرة | ملاحظات (ماعدا رسوم المغادرة) |
| هاينان                                             | تأشيرة عند الوصول         | 15 يوم عند الوصول من مطار هايكو ميلان الدولي أو مطار سانيا فينيكس الدولية. |
| هونغ كونغ                                          | التأشيرة غير مطلوبة       | 3 أشهر |
| بعض المناطق في الهند                               | مطلوب تصريح خاص           | يلزم تصريح للمناطق المحمية وهي: كامل ولاية ناجالاند وكامل ولاية سيكيم وبعص المناطق في كل من مانيبور وأروناجل برديش وأوتاراخند وجامو وكشمير وراجستان وهيماجل برديش. ويلزم تصريح آخر للمناطق المحظورة لزيارة جزر أندمان ونيكوبار وبعض المناطق في ولاية سيكيم.                                                          |
| كازاخستان                                          | مطلوب تصريح خاص           | مطلوب تصريح خاص لزيارة كل من بايكونور والمناطق المحيطة بأوبليس كيزيلوردا و قرية غفارديسكي التي تقع بالقرب من ألماتي. |
| كيش (جزيرة)                                        | التأشيرة غير مطلوبة       | |
| ماكاو                                              | التأشيرة غير مطلوبة       | 30 يوم |
| جزر المالديف                                       | مطلوب تصريح               | في العموم -وماعدا العاصمة ماليه، لايسمح للسياح بزيارة الجزر الغير مخصصة للاستجمام من دون موافقة من الحك، مة المالديفية. |
| فلسطين                                             | التأشيرة غير مطلوبة       | الوصول عن طريق البحر إلى قطاع غزة غير مسموح به. |
| تايوان                                             | التأشيرة غير مطلوبة       | 30 يوم |
| مقاطعة بدخشان الجبلية ذاتية الحكم                  | مطلوب تصريح خاص           | |
| منطقة التبت ذاتية الحكم                            | مطلوب تصريح خاص           | |
| تركمانستان                                         | مطلوب تصريح خاص           | يجب الحصول على تصريح خاص من وزارة الخارجية في حالة زيارة أي من أتاميرات أو هازار أو داشوغوز أو سيراغات أو سيرايتابات. |
| المنطقة المنزوعة السلاح (كوريا)                    | منطقة محظورة              | |
| منطقة قوة الأمم المتحدة لمراقبة فض الاشتباك والغجر | منطقة محظورة              | |
| اليمن                                              | مطلوب تصريح خاص           | يلزم تصريح خاص لزيارة المناطق خارج مدينتي صنعاء وعدن. |
| شمال الأطلسي والبحر الكاريبي                       |                           | |
| المنطقة                                            | متطلبات الحصول على تأشيرة | ملاحظات (ماعدا رسوم المغادرة) |
| أنغويلا                                            | التأشيرة غير مطلوبة       | 3 أشهر |
| أروبا                                              | التأشيرة غير مطلوبة       | 90 يوم |
| برمودا                                             | التأشيرة غير مطلوبة       | 90 يوم |
| بونير, سينت أوستاتيوس وجزيرة سابا                  | التأشيرة غير مطلوبة       | 90 يوم |
| جزر العذراء البريطانية                             | التأشيرة غير مطلوبة       | 30 يوم قابلة للتمديد. |
| جزيرة سان أندرياس ومدينة ليتيسيا                   | مطلوب بطاقة سائح          | يجب على القادمين شراء بطاقة سائح قبل الدخول. |
| جزر كايمان                                         | التأشيرة غير مطلوبة       | 60 يوم |
| كوراساو                                            | التأشيرة غير مطلوبة       | 3 أشهر |
| جزر الأنتيل الفرنسية                               | التأشيرة غير مطلوبة       | 90 يوم |
| جرينلاند                                           | التأشيرة غير مطلوبة       | |
| جزيرة مارغريتا                                     | التأشيرة غير مطلوبة       | |
| مونتسرات                                           | التأشيرة غير مطلوبة       | 6 أشهر |
| بورتوريكو                                          | التأشيرة مطلوبة           | يجب الحصول على التأشيرة عن طريق الولايات المتحدة الأمريكية. |
| سان بيير وميكلون                                   | التأشيرة غير مطلوبة       | |
| سينت مارتن                                         | التأشيرة غير مطلوبة       | 90 يوم |
| جزر توركس وكايكوس                                  | التأشيرة مطلوبة           | |
| جزر العذراء الأمريكية                              | التأشيرة مطلوبة           | يجب الحصول على التأشيرة عن طريق الولايات المتحدة الأمريكية. |
| أمريكا الجنوبية                                    |                           | |
| المنطقة                                            | متطلبات الحصول على تأشيرة | ملاحظات (ماعدا رسوم المغادرة) |
| غويانا الفرنسية                                    | التأشيرة غير مطلوبة       | 90 يوم |
| مقاطعة غالاباغوس                                   | يجب التسجيل قبل الوصول    | يجب التسجيل قبل الوصول إلكترونياً، ويجب حيازة المسافر على بطاقة مرور قبل المغادرة. |
| أوقيانوسيا                                         |                           | |
| المنطقة                                            | متطلبات الحصول على تأشيرة | ملاحظات (ماعدا رسوم المغادرة) |
| ساموا الأمريكية                                    | مطلوب تصريح للدخول        | |
| جزر أشمور وكارتيير                                 | مطلوب تصريح خاص           | |
| جزيرة كليبرتون                                     | مطلوب تصريح خاص           | |
| جزر كوك                                            | التأشيرة غير مطلوبة       | 31 يوم |
| مقاطعة لاو                                         | مطلوب تصريح خاص           | |
| بولينزيا الفرنسية                                  | التأشيرة غير مطلوبة       | 90 يوم |
| غوام                                               | التأشيرة غير مطلوبة       | 45 يوم |
| كاليدونيا الجديدة                                  | التأشيرة غير مطلوبة       | 90 يوم |
| نييوي                                              | التأشيرة غير مطلوبة       | 30 يوم |
| جزر ماريانا الشمالية                               | التأشيرة غير مطلوبة       | 30 يوم |
| جزر بيتكيرن                                        | التأشيرة غير مطلوبة       | 14 يوم |
| جزر الولايات المتحدة الصغيرة النائية               | مطلوب تصريح خاص           | يجب الحصول على تصريح خاص للدخول إلى جزيرة بيكر وجزيرة هاولاند وجزيرة جارفيس وجزيرة جونستون المرجانية وشعب كينغمان المرجانية وجزر الميدواي وجزر بالميرا المرجانية وجزيرة ويك. |
| واليس وفوتونا                                      | التأشيرة غير مطلوبة       | 90 يوم |
| جنوب الأطلسي والقارة القطبية الجنوبية              |                           | |
| المنطقة                                            | متطلبات الحصول على تأشيرة | ملاحظات (ماعدا رسوم المغادرة) |
| جزر فوكلاند                                        | التأشيرة مطلوبة           | يجب الحصول على تأشيرة إقاليم ماوراء البحار من الحكومة البريطانية. |
| جورجيا الجنوبية وجزر ساندويتش الجنوبية             | مطلوب تصريح               | |
| القارة القطبية الجنوبية                            |                           | يجب الحصول على تصريح خاص لكل من المقاطعة البريطانية بالقارة القطبية الجنوبية و أراض فرنسية جنوبية وأنتارتيكية و المقاطعة الأرجنتينية بالقارة القطبية الجنوبية و الإقليم الأسترالي في القارة القطبية الجنوبية و إقليم أنتاركتيكا التشيلي و جزيرة هيرد وجزر ماكدونالد و جزيرة بطرس الأول و أرض الملكة مود و منطقة روس. |